# Snorelege
|  | Denne artikel er oprettet af botten Steenthbot ud fra en ekstern database. Den kan derfor have sproglige fejl eller mangler. Denne skabelon kan fjernes efter kontrol af indholdet. |

Snorelege er en dansk dokumentarfilm fra 1965 instrueret af Erik Elias og Erik Kaas Nielsen.

## Handling
I filmen ses hvordan man med en snor og to par hænder kan udføre mange forskellige former.